# Zivar bay Ahmadbayov
Zivar bay Ahmadbayov (født 1873 i Shamakhi, død 16. februar 1925 i Baku) var en Aserbajdsjansk arkitekt. Han var den første Aserbajdsjanske arkitekt med en videregående uddannelse.